# Речные экосистемы

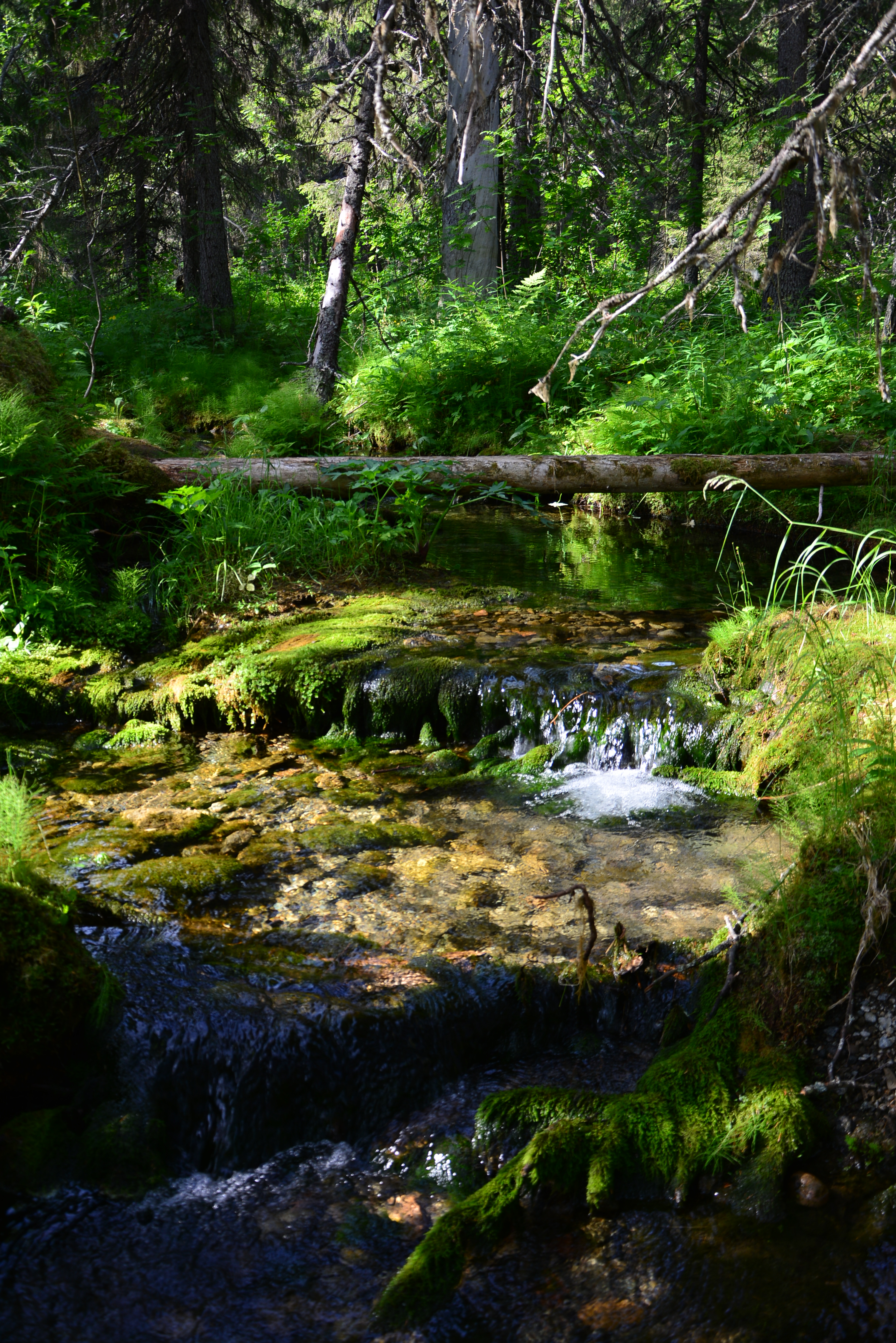
Ручей в природном парке Сейдъявврь является примером проточной экосистемы

Речная экосистема — экосистема, работающая в природной среде и включающая в себя биотические взаимодействия среди растений, животных и микроорганизмов, а также абиотические физические и химические взаимодействия.
Речные экосистемы являются яркими примерами проточных (lotic) экосистем. Lotic относится к проточной воде, от лат. lotus, что означает «промывание». Под проточной водой можно понимать водные объекты в диапазоне от ручья в несколько сантиметров в ширину до главных рек в несколько километров в ширину. Большая часть этой статьи относится к проточным экосистемам в целом в том числе ручьям и источникам. Проточные экосистемы отличаются от стоячих, которые включают в себя стоячую, наземную воду, например озёр и прудов. Вместе эти две области образуют более крупную область изучения пресноводных или водных экосистем в целом.
Следующие характеристики делают экологию пресноводных экосистем уникальной отличающейся от других водных мест обитания:
- Течение однонаправленное;
- Экосистема находится в состоянии постоянного физического изменения;
- Существует высокая степень пространственной и временной неоднородности во всех масштабах (микроместообитаний);
- Различия между проточными экосистемами достаточно высоки;
- Организмы специально приспособлены к жизни в проточных условиях.

## Абиотические факторы

### Течение

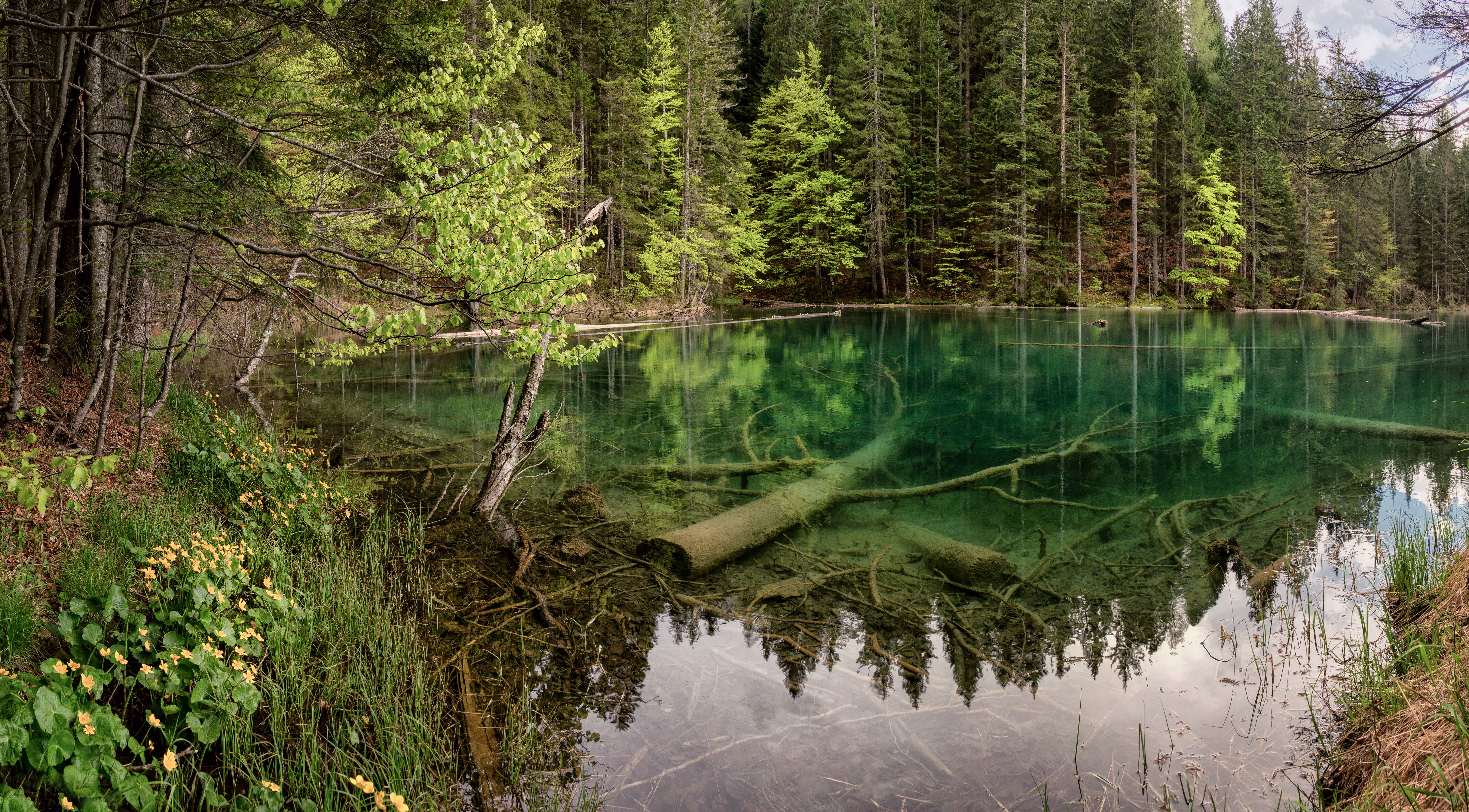
Озеро Бодензее в Карнийских Альпах (Каринтия) — пример стоячей экосистемы

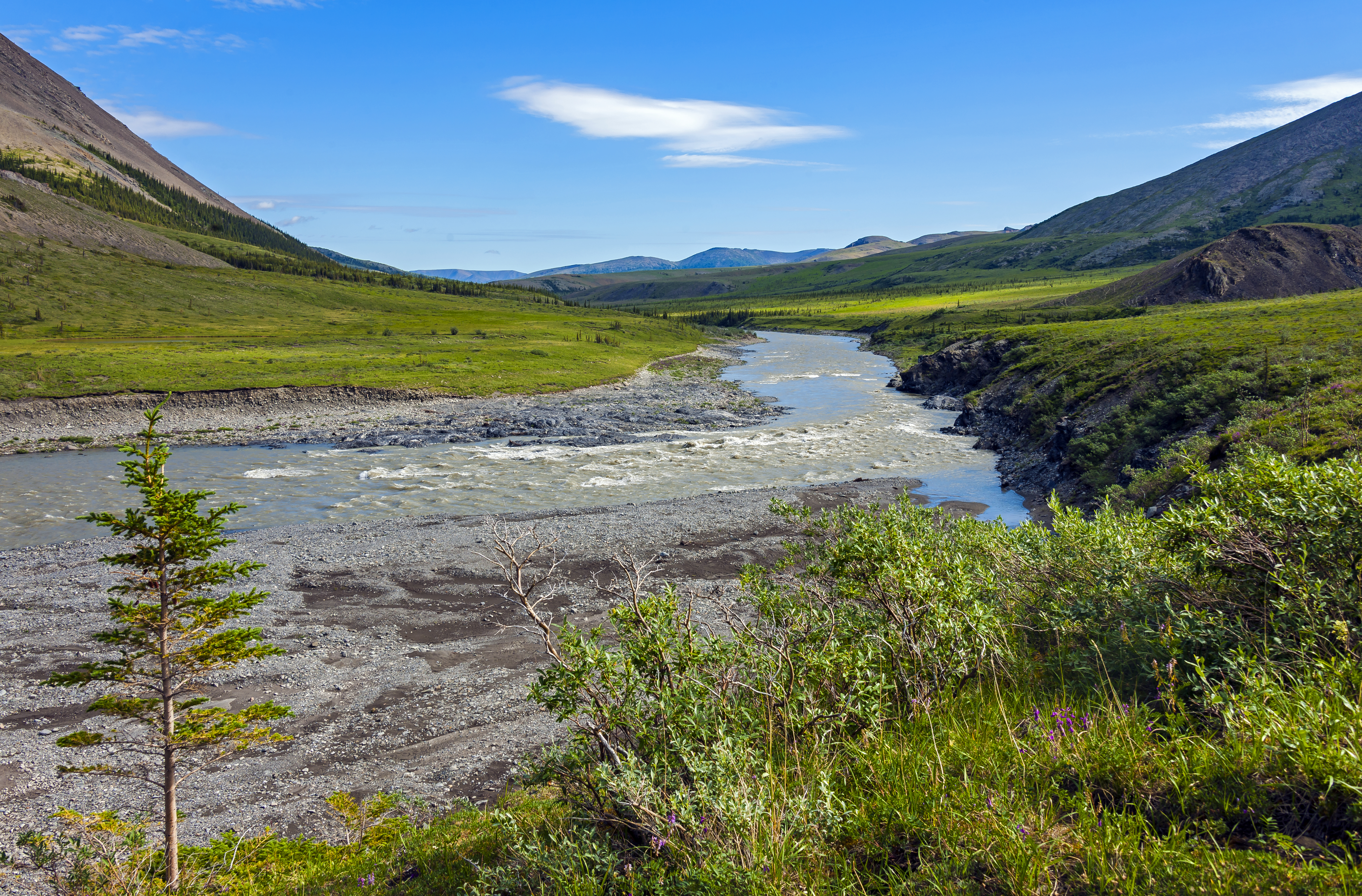
Река Ферт в национальном парке Иввавик (Юкон)

Водное течение — ключевой фактор в проточных экосистемах, влияющий на их состояние. Сила течения может быть разной, от бурных потоков до медленно перетекающей воды, почти стоячей. Скорость водного течения может различаться внутри системы и вызывать хаотичную турбулентность. Эта турбулентность происходит из-за меняющегося вектора средней скорости течения и формирования вихревых потоков. Вектор средней скорости течения базируется на частоте столкновений воды с дном или стенками берега, волнении, препятствий и градиентом наклона. Кроме того количество воды, добавившейся посредством осадков, таяния снегов и/или грунтовых вод, может влиять на уровень течения. Проточные воды могут изменять форму русла посредством эрозии и осадков, создавая разнообразие местообитаний, включающих в себя стремнины, перекаты и заводи.

### Свет
Свет важен для проточных экосистем, так как он обеспечивает энергией продуцентов посредством фотосинтеза и предоставляет убежище в виде тени для кормовых видов. Количество света, принимаемого экосистемой, зависит от внутреннего и внешнего течений. Территория вокруг небольшого ручья, например, может быть в тени окружающих его лесов или склонов долины. Большие речные системы, как правило, слишком широки и внешние преграды не могут задержать солнечные лучи, поэтому они достигают поверхности воды. Эти реки, как правило, более бурные, однако, частицы, взвешенные в воде, ослабляют свет с увеличением глубины. Сезонные и суточные факторы могут также играть роль в доступности света, так как из-за угла падения света может произойти его отражение и, как следствие, его недостаток. По закону Бера известно, что чем меньше угол падения, тем больше света отражается, а количество солнечной радиации уменьшается логарифмически в зависимости от глубины. Дополнительное влияние на освещённость оказывают облачность, высота и географическое положение.

### Температура

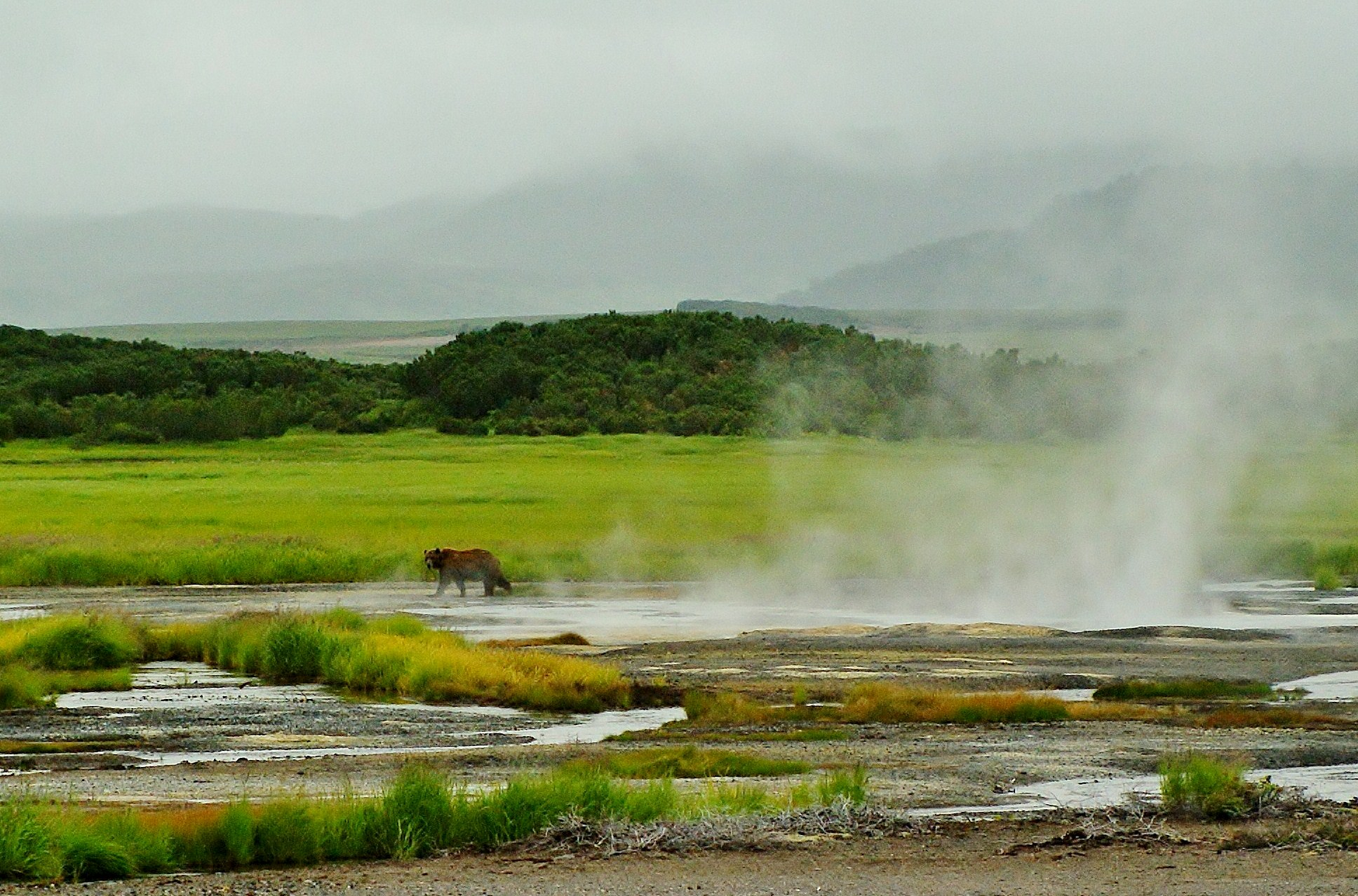
Термальное поле в кальдере вулкана Узон (Кроноцкий заповедник)

Большинство видов, обитающих в проточных экосистемах — холоднокровные, чья температура меняется с окружающей средой. Таким образом, температура — главный абиотический фактор для них. Вода может нагреваться или охлаждаться от излучения на поверхности и от воздуха. Мелкие потоки, как правило, хорошо перемешивают и поддерживают относительно равномерную температуру в пределах области. В более глубоких, медленнее движущихся водных системах, однако, может развиваться сильное различие между нижними и поверхностными температурами. Водные системы, наполняющиеся весной, имеют небольшие изменения, так как родники, идущие из грунтовых вод, как правило, имеют температуру, близкую к окружающей среде. Многие водные системы показывают сильные суточные и сезонные колебания, которые наиболее сильны в арктических, пустынных и умеренных системах. Количество затенения, климат и высота также влияют на температуру проточных экосистем.

### Химия

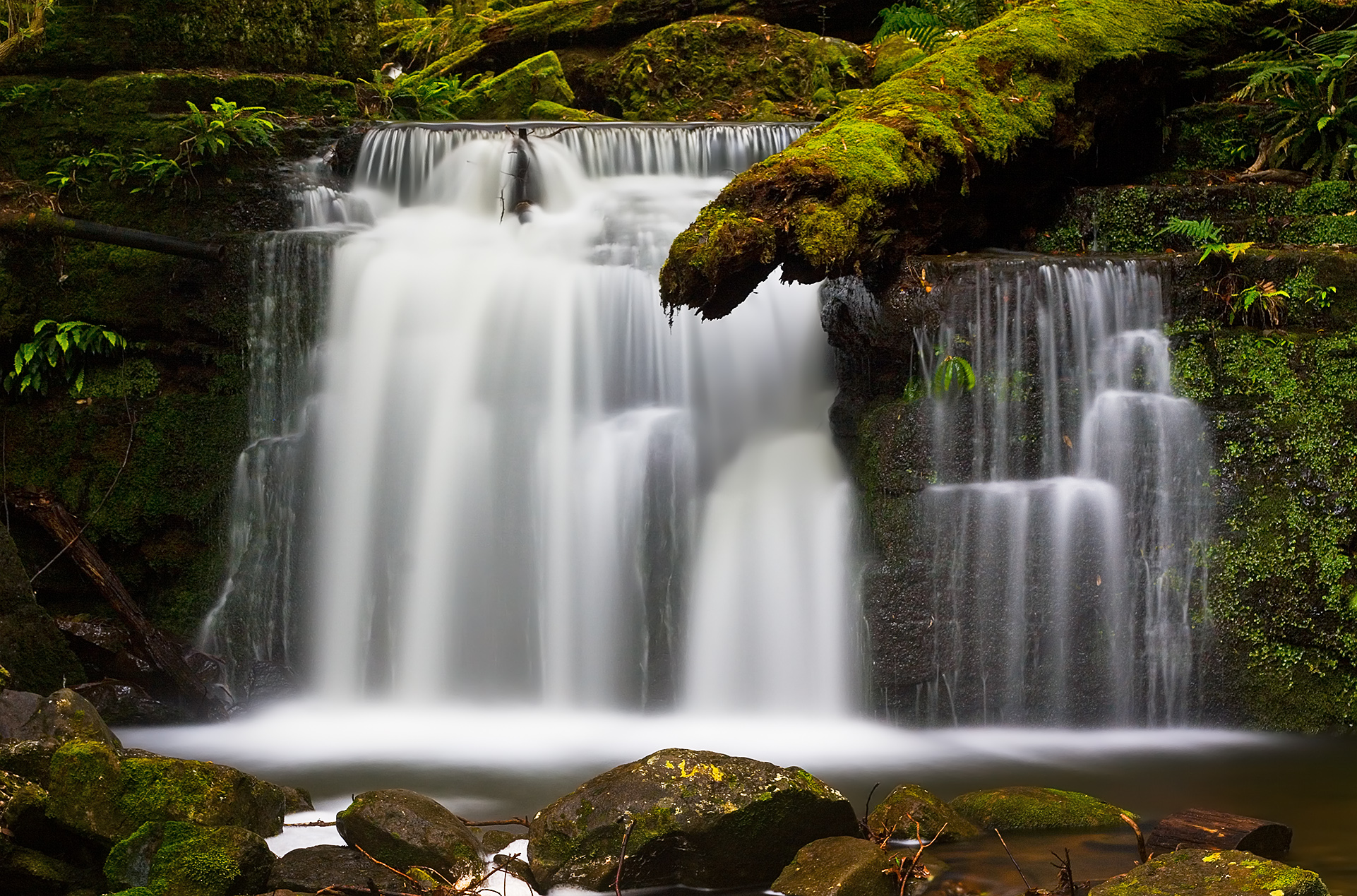
Водопад Стрикленд у склона г. Веллингтон (Тасмания)

Химический состав воды между системами сильно различается и зависит от отложений минеральных солей на дне русла. На него также влияют антропогенные загрязнения. Большие различия в составе воды обычно происходят в мелких проточных экосистемах из-за высокого уровня смешивания. В крупных речных экосистемах содержатся питательные вещества, растворённые соли, и там снижается уровень pH с увеличением расстояния от источника реки.
Кислород является, вероятно, наиболее важным компонентом в проточных экосистемах, так как всем аэробным организмам он нужен для выживания. Он входит в воду путём диффузии на границе воды и воздуха. Растворённость кислорода в воде уменьшается с увеличением PH и температуры воды. Быстрые турбулентные потоки способны выставить больше поверхности воды к воздуху и, как правило, имеют низкую температуру, поэтому содержание кислорода в них больше, чем в медленных заводях. Кислород является побочным продуктом фотосинтеза, поэтому в системах с высоким обилием водорослей и растений концентрация кислорода в течение дня высокая. Эти уровни могут значительно снижаться ночью, когда основные производителями кислорода переключатся на дыхание. Кислорода может быть недостаточно, если циркуляция между поверхностью и более глубокими слоями плохая, или если активность животных в проточной воде высока и происходит большое количество органического распада.

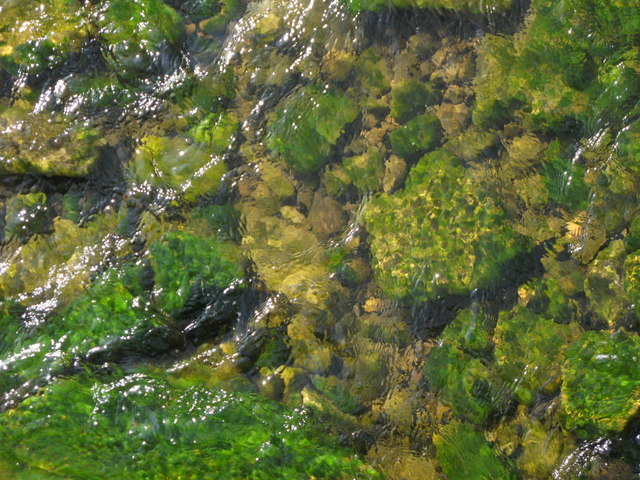
Дно реки Вест Аллен в Нортамберленде (Англия)

### Дно
Неорганический субстрат проточных систем состоит из геологического материала, присутствующего в бассейне реки, который подвергается эрозии, переносится и сортируется водным потоком. Неорганические субстраты классифицируются по шкале Вентворта, которая имеет диапазон от валунов, до гальки, гравия, песка и ила. Как правило, размер частиц на выходе уменьшается с больших валунов и камней в более горных районах и песчаных грунтов в равнинных реках. Это происходит потому, что в горах ручьи текут быстрее, увлекая за собой мелкие и более лёгкие частицы. Субстрат также может включать в себя органических части, например, опавшую листву, ветви и другие части растений. Субстрат может подвергаться резким изменениям в результате наводнений: в таких случаях может быть принесён новый субстрат и вымыт старый.

## Биотические факторы

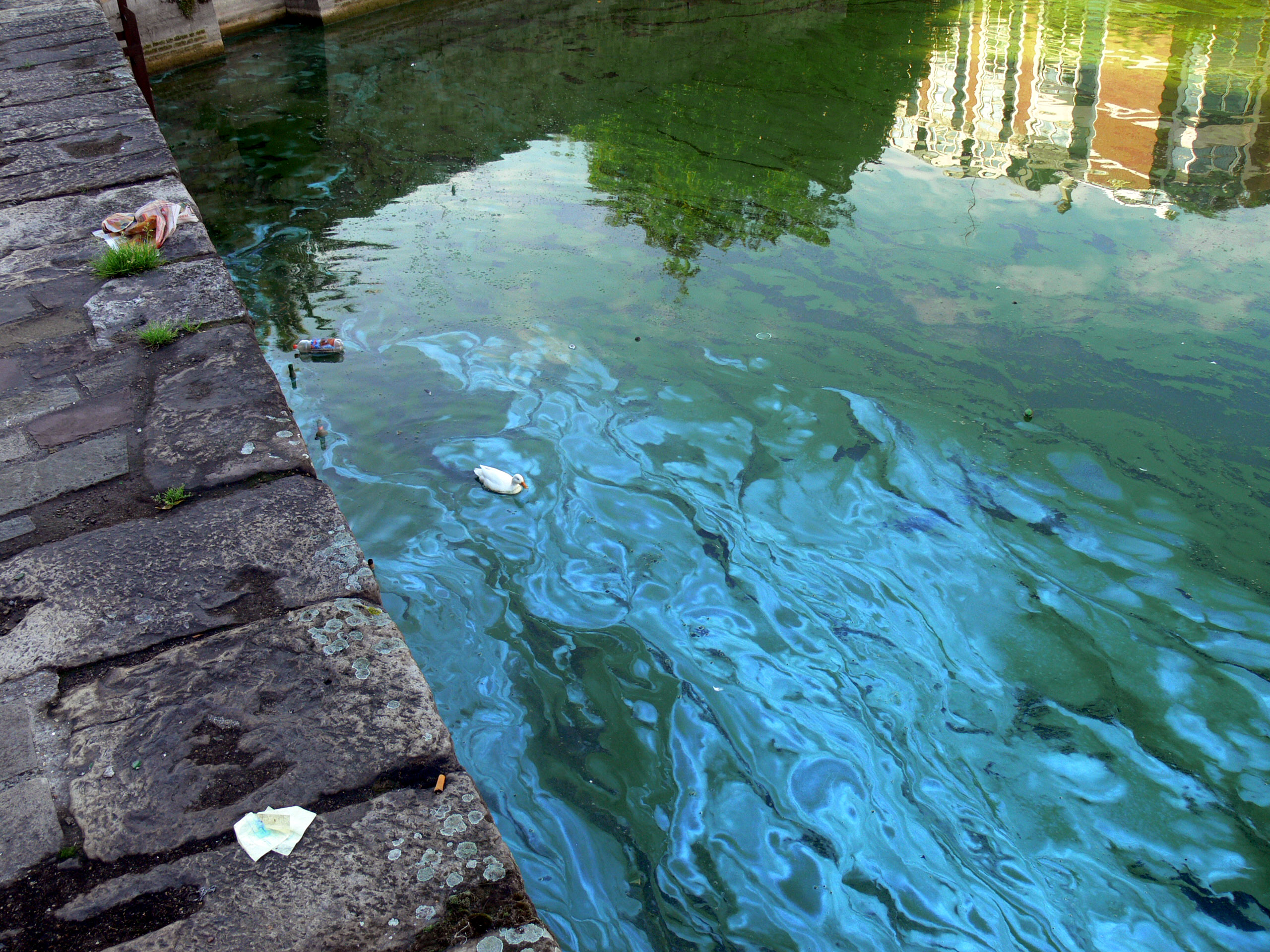
Биоплёнка из цианобактерий в притоке реки Дёль, Лилль (Франция)

### Бактерии
Бактерии присутствуют в больших количествах в проточных экосистемах. Свободно живущие формы связываются с разложившимся органическим материалом, биоплёнкой на поверхности скал, растительностью между частицами, которые составляют субстрат и взвешиваются в водной толще. Другие формы также связаны с внутренностями организмов обитающих в проточной среде, в форме паразитических и синантропных отношений. Бактерии играют большую роль в переработке энергии, это будет обсуждаться в разделе Трофические отношения.

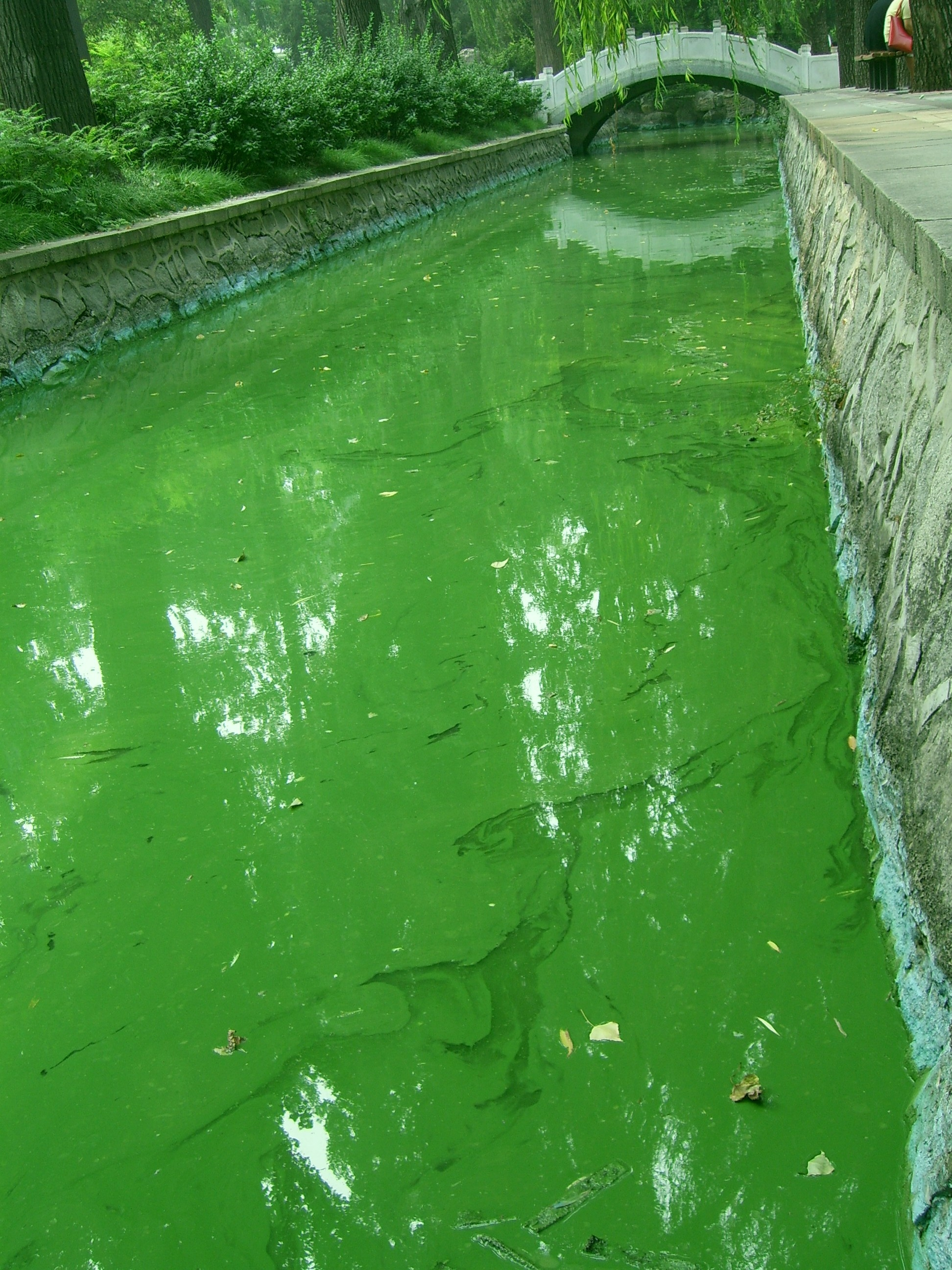
Цветение воды в Пекинском зоопарке

### Основные продуценты
Водоросли, состоящие из фитопланктона и перифитона, являются наиболее важными источниками первичной продукции в большинстве ручьёв и рек. Фитопланктон свободно плавает в толще воды и, таким образом, не в состоянии поддерживать рост в быстрых ручьях. Он может, однако, развивать внушительную численность в медленно движущихся реках и болотах. Перифитон — это как правило, нитевидные и ворсовые водоросли, которые могут присоединяться к объектам, чтобы избежать вымывания быстрым течением. В тех местах, где скорость потока пренебрежимо мала или отсутствует, перифитон может образовывать гелеобразный плавающий ковёр.
Растения обладают ограниченной адаптацией к быстрым течениям и наиболее успешной в медленно текущих реках. Более примитивные растения, такие как мхи и печеночные мхи присоединяются к твёрдым предметам. Это обычно происходит в более холодных верховьях, где в основном преобладает скалистый субстрат. Некоторые растения могут свободно плавать на поверхности воды в виде плотных ковров, например как ряска или водяной гиацинт. Другие имеют корни и могут быть классифицированы как погружённые и плавающие. Укоренившиеся растения обычно встречаются в районах с ослабленным течением, где встречаются мелкозернистые почвы. Эти укоренившиеся растения гибкие, с удлинёнными листьями, которые обеспечивают минимальное сопротивление течению.
Жизнь в проточной воде может быть полезным для растений и водорослей, потому что течение, как правило, обогащено кислородом и обеспечивает непрерывную подачу питательных веществ. Численность этих организмов ограничивается течением, светом, химическим составом воды, дном и давлением. Водоросли и растения имеют важное значение для проточных систем в качестве источников энергии, для формирования микросреды обитания, которые защищает фауну от хищников и течения, и является пищевым ресурсом.

### Насекомые и другие беспозвоночные
До 90 % беспозвоночных в некоторых проточных экосистемах являются насекомыми. Эти виды очень разнообразны и могут быть найдены почти во всех доступных местах обитания, в том числе на поверхностях камней, глубоко под субстратом, на течении и в поверхностной плёнке. Насекомые разработали несколько стратегий для жизни в разнообразных потоках проточных экосистем. Некоторые избегают районов с высокими течениями, обитают в субстрате или в защищённых сторонах скал. Также встречаются виды моллюсков, таких как улитки, морские блюдца, моллюски, жемчужницы, а также ракообразные, такие как раки и крабы. Как и большинство основных консументов, обитающие в проточных экосистемах беспозвоночные часто полагаются на течение, приносящее им еду и кислород. Беспозвоночные являются важной частью речных экосистем и выступают как в роли консументов первого, так и второго порядков.

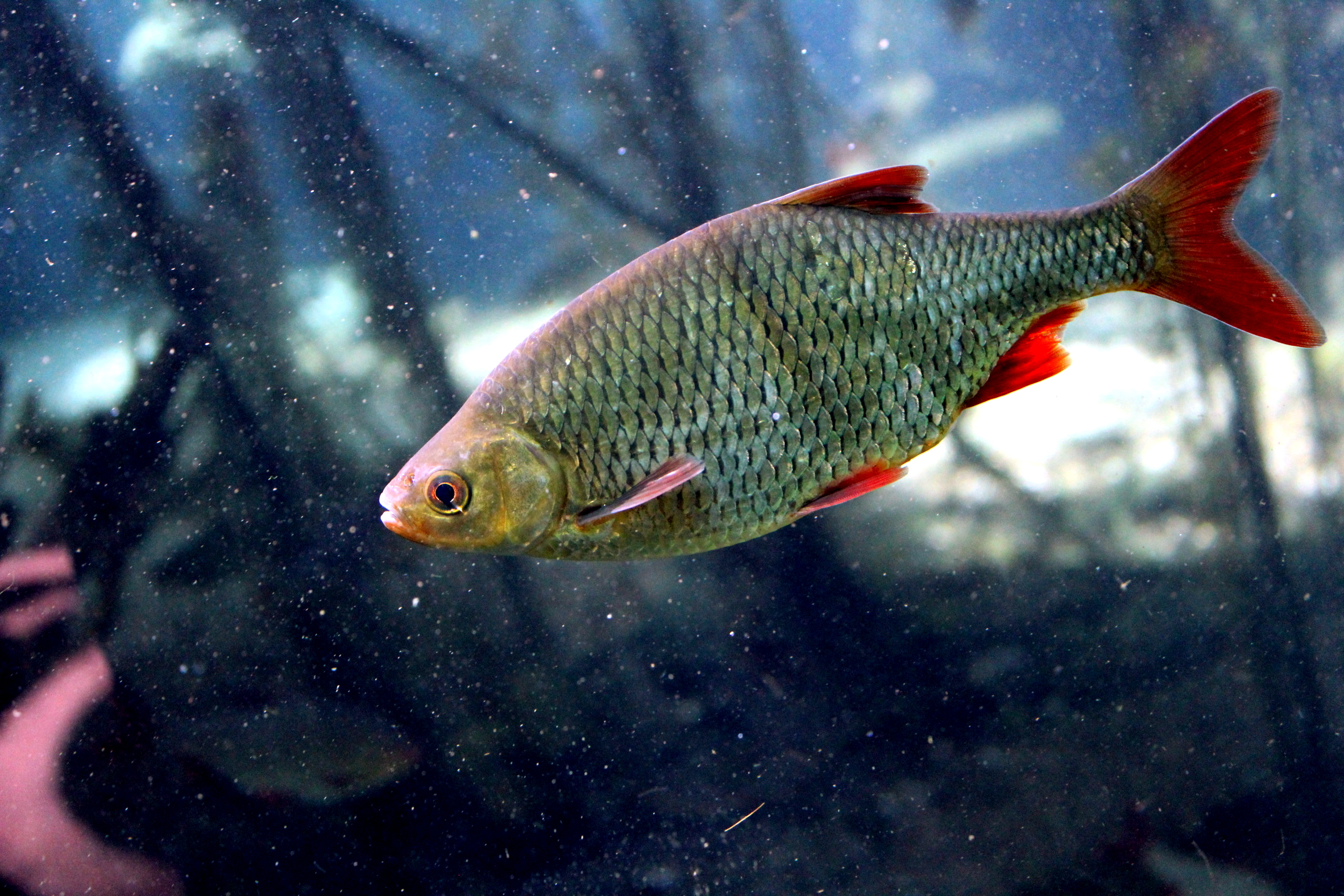
Краснопёрка в Варшавском зоопарке

### Рыба и другие позвоночные
Рыбы, вероятно, самые известные жители проточных экосистем. Способность рыб жить в потоке воды зависит от скорости, с которой они могут плавать, и продолжительности придерживания рыбой этой скорости. Эта способность может значительно варьироваться между привязанными к среде обитания, в которой они могут выжить. Постоянное плавание требует колоссальных затрат энергии и, следовательно, рыбы проводят лишь небольшие периоды своей жизни на полном течении. Рыбы обитают близко ко дну или берегу, прячутся за препятствиями, мешающими течению, выбираясь на течение только в период кормления или для изменения местоположения. Некоторые виды приспособились к жизни только на дне, никогда не углубляясь в открытый поток воды. Эти рыбы имеют плоскую форму тела для того, чтобы легче сопротивляться течению, и глаза, расположенные на верхней части головы для того, чтобы видеть то, что происходит над ними. Некоторые рыбы имеют чувствительные органы для того, чтобы проверять субстрат под собой.

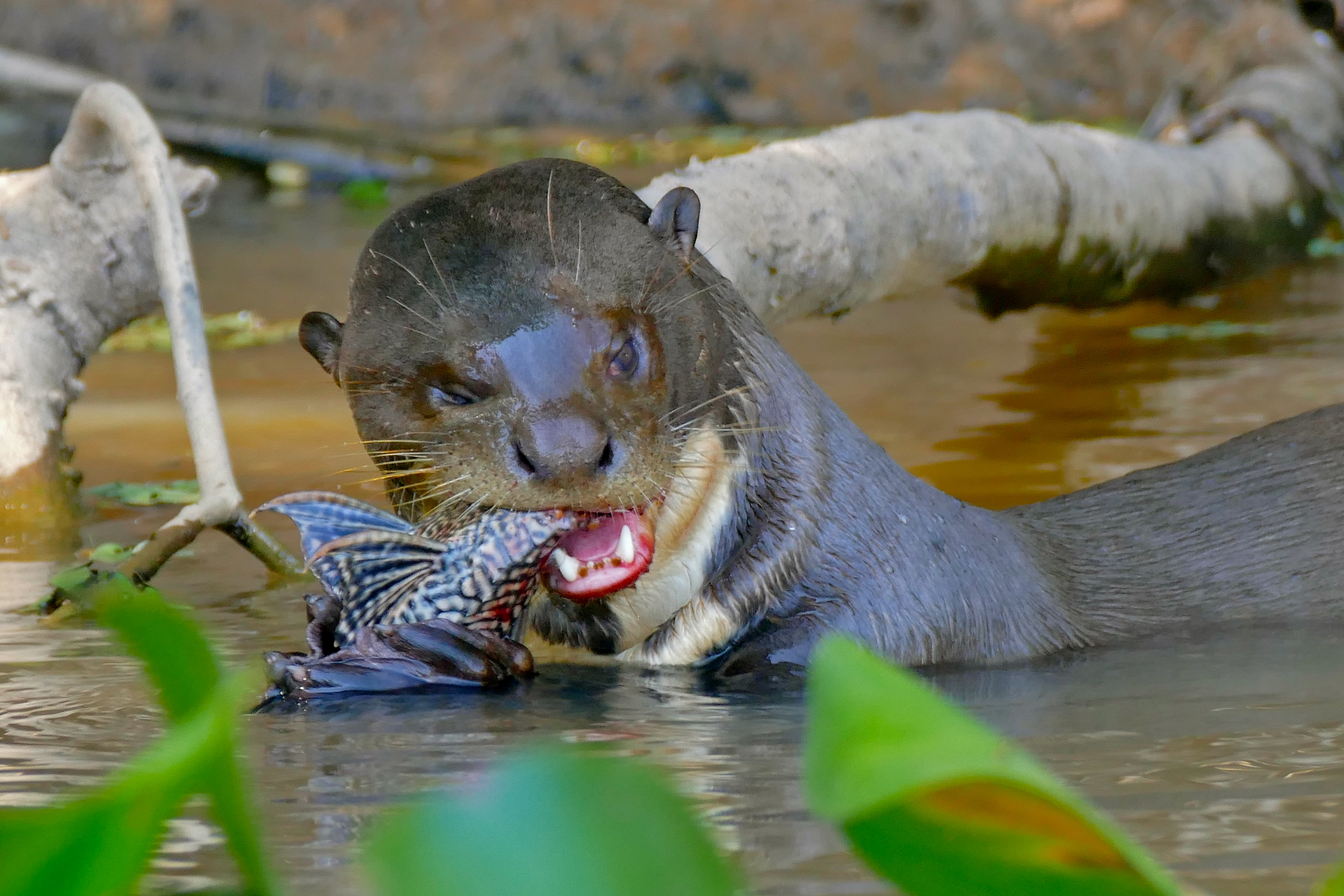
Бразильская выдра в притоке реки Парагвай, Бразилия

Проточные экосистемы обычно соединяются друг с другом, образуя путь к океану (источник → ручей → река → океан), и жизненные циклы многих видов рыб состоит из стадии в пресной и солёной воде. Лосось, например, являются анадромным видом, который рождается и развивается в пресной воде, а затем переселяется в океан, будучи взрослой особью. Угри являются катадромами, рождаются и развиваются в океане, а затем переходят в пресную воду, став взрослыми.
Другие позвоночные, обитающие в проточной воде, включают в себя амфибий (например, саламандры, тритоны и лягушки), рептилии (например, змеи, черепахи, крокодилы и аллигаторы) различных видов птиц и млекопитающих (например, выдры, бобры, бегемоты и речные дельфины). За исключением нескольких видов, эти позвоночные не привязаны к воде, как рыбы, и тратят часть своего времени в наземной среде обитания. Многие виды рыб имеют важное значение в качестве консументов и как кормовая база для более крупных позвоночных.

## Влияние человека

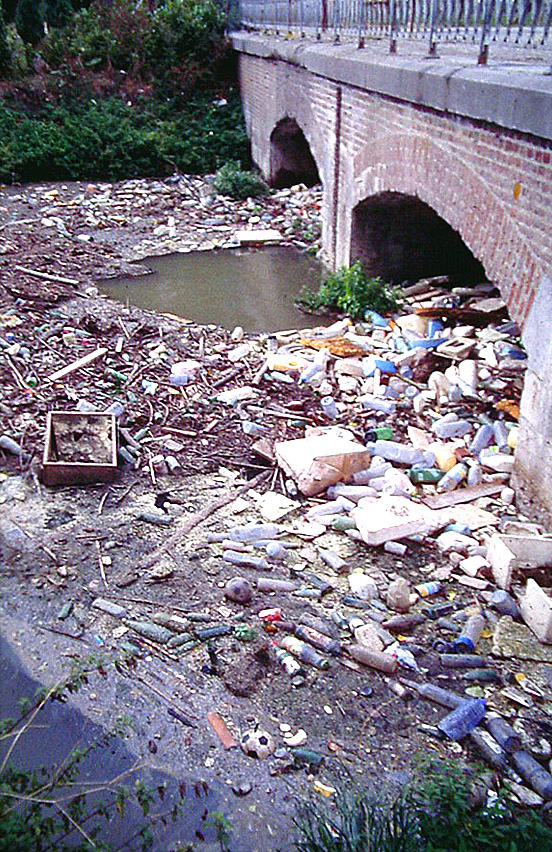
Река А, Франция

### Загрязнение

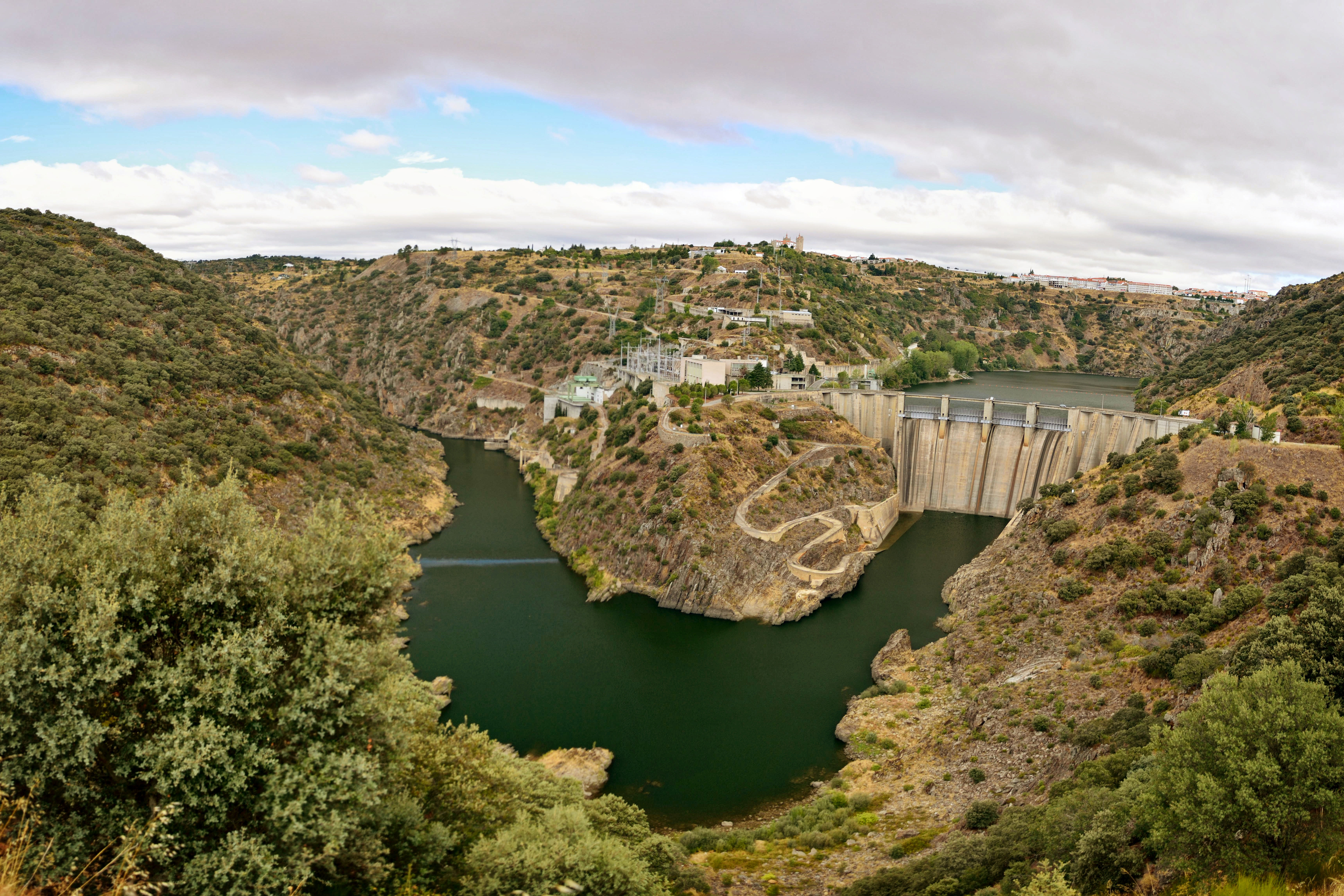
плотина на р. Дуэро, Португалия

### Строительство плотин

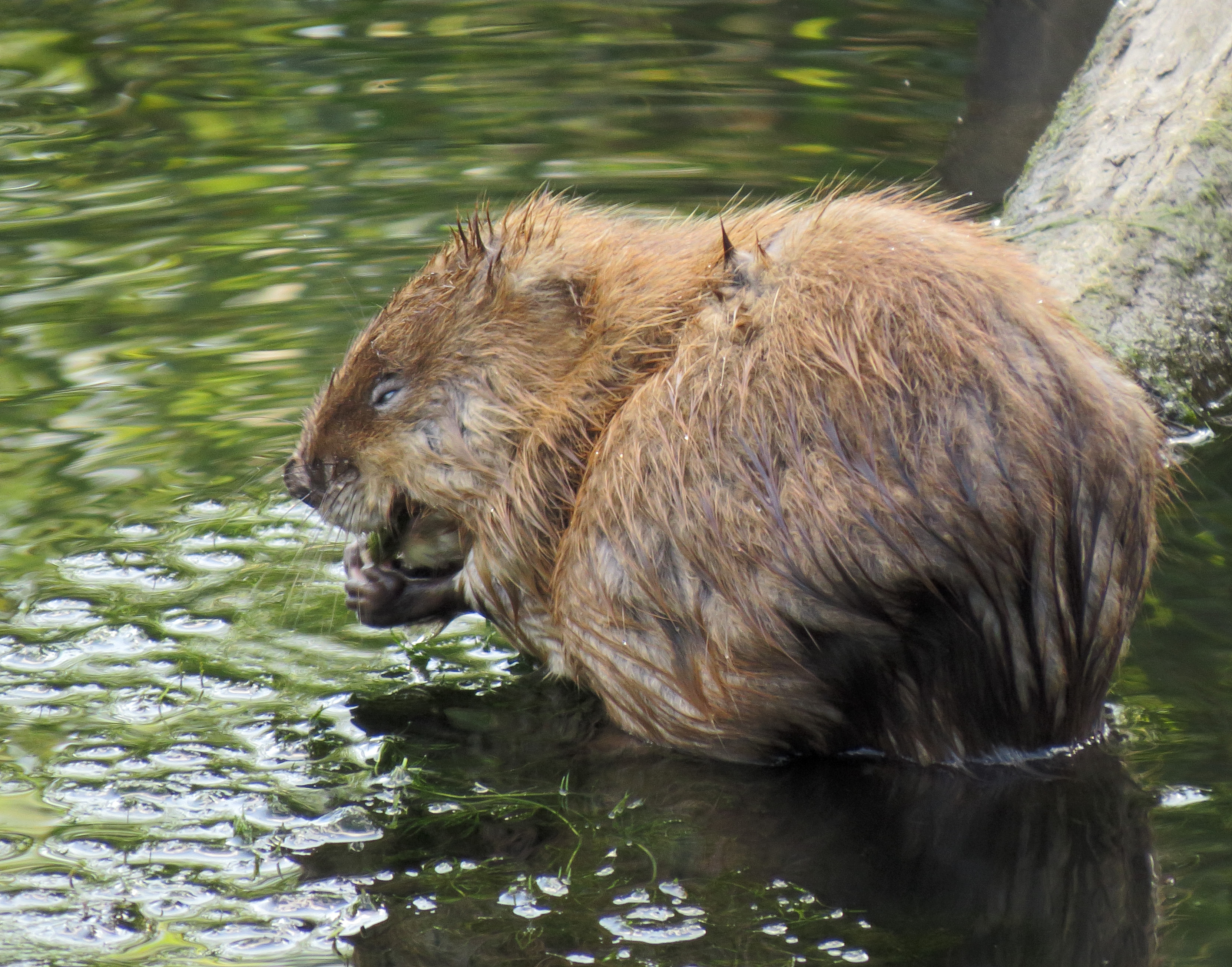
Ондатра — исконно североамериканский вид, интродуцированный на территории Евразии; р. Нивка, Киев (Украина)

## Трофические отношения

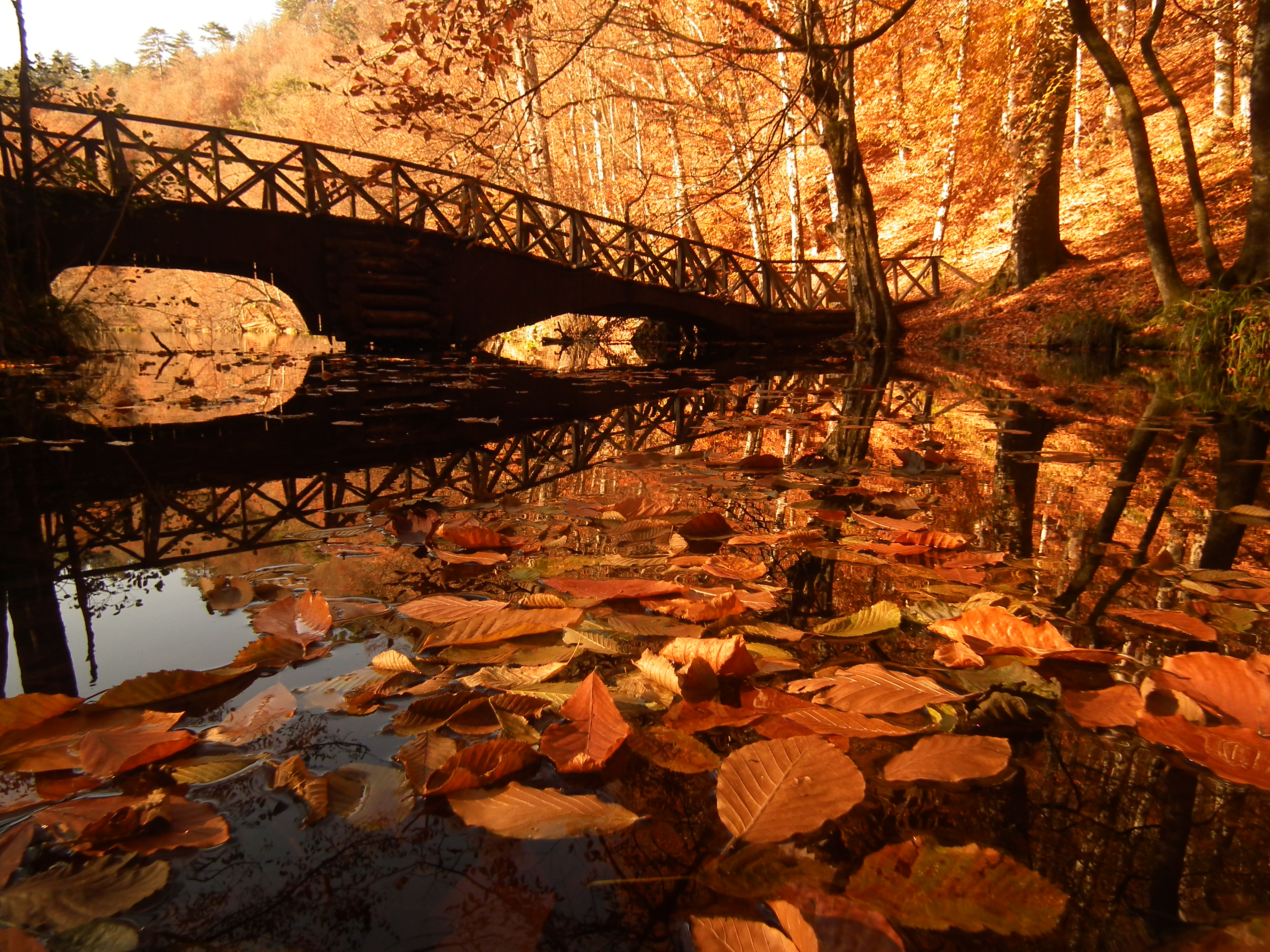
Опавшая листва на озере в национальном парке Едигёллер в Болу (Турция)